# Кайнарджа (квартал, Бейкоз)
„Кайнарджа“ (на турски: Kaynarca) е квартал в район „Бейкоз“ в Истанбул, Турция. Намира се в анадолската част на града. След 1993 г. в квартала се заселват значителен брой лази.